# Кассиопея (группа)
«Кассиопе́я» — белорусская альтернативная электронная поп-рок-группа, основанная в 2001 году в Минске. Состоит из трёх человек, имеет в послужном списке три официальных альбома, изданных лейблом «Снегири».

## История
Датой появления «Кассиопеи» считается 2001 год, когда трое друзей, профессиональный актёр Илья Черепко-Самохвалов (вокал, тексты), театральный звукорежиссёр Александр Либерзон (клавиши, музыка) и снайпер стрелковой дивизии Сергей Соколов (гитара) собрались и записали совместную песню под названием «На Луне». Первый параллельно с этим поддерживал постпанк-команду «Петля пристрастия», второй до этого играл в группе «Распилил и выбросил», а третий — в своё время был участником группы «Чоки», выступавшей ещё в минском клубе неформалов «Резервация». Однако просуществовал новообразовавшийся коллектив недолго, они сделали два самиздатовских альбома и в 2004 году фактически прекратили деятельность. «Мы не распадались, мы как бы под капельницей были, просто ничего не происходило», — так комментирует тот период Черепко-Самохвалов. Планировалась запись ещё и третьего диска, но после сведения пяти песен у музыкантов закончился энтузиазм и они отошли от творчества.
В 2007 году ими заинтересовался белорусский промоутер Александр Богданов, который в то время работал с побочной группой Черепко-Самохвалова «Петля пристрастия» — он организовал несколько концертов и отвёз их в Москву на «Фестиваль улыбок» художника Андрея Бартенева. Первое время музыканты выступали совместно с «Ёлочными игрушками», приняли участие в фестивале альтернативной белорусской музыки «Можно». С этого времени к ним пришла некоторая известность, в частности обозреватель журнала «Афиша» Александр Горбачёв назвал их «самой удивительной группой всего белорусского конгломерата». В 2009 году продюсированием группы занялся Олег Нестеров и предложил им контракт со своей звукозаписывающей компанией «Снегири», 16 июня под этим лейблом вышел их первый настоящий альбом с одноимённым названием — диск включает 14 композиций, в основном это существенно улучшенные версии песен с предыдущих неизданных альбомов. В июне Александр Богданов, промоутер группы, удостоился премии «Степной волк» в категории «Деятель», при этом он обошёл таких известных продюсеров как Иосиф Пригожин и Яна Рудковская.
В январе 2010 года «Кассиопею» выдвинули на премию «Звуковая дорожка» в номинации «Альтернатива», однако по итогам голосования она уступила группе Lumen. 5 февраля вышел сборник компании «Снегири» No oil. No Stress. No noise. с их песней «Гадкие утята». 20 октября на том же лейбле был выпущен второй номерной альбом под названием «Стивен Кинг и мы», куда вошли 11 новых песен. Одна из композиций, «Ветер знает…», посвящена памяти убитого белорусского поэта Василия Шугалея. По окончании работы над альбомом «Кассиопея» отправилась в большой гастрольный тур по крупнейшим городам России, проходивший в феврале — марте 2011 года. В 2012 году музыканты приняли участие в проекте «Re:Аквариум», исполнив для него песню «Стаканы», а также выпустили свой третий студийный альбом «Сердце отдаю детям». 24 мая 2018 года «Кассиопея» отыграет первый за долгие годы концерт в Киеве, совместно с местными пост-панками, группой «Нечто совершенно иное».
10 февраля 2022 года участник группы Артём Залесский скончался.

## Стиль
Группу отличает характерное чувство юмора, научно-фантастическая и абсурдистская тематика. На сцене они, как правило, выступают в причудливых костюмах и масках: единственный повторяющийся из образа в образ атрибут — накладные усы, а остальные детали концертного гардероба регулярно меняются, и в рамках одного выступления «Кассиопея» может оказаться на сцене и в роли микробов, и в белогвардейских нарядах. Обозревательница журнала Fuzz Оксана Мелентьева сравнила их с классикой русской эксцентрики, такими группами как «Аукцыон» и «Звуки Му». По её словам, действо представляет собой слияние клоунады, советской мультипликации, этно, фолка и поп-музыки. Александр Горбачёв из «Афиши» назвал жанр «Кассиопеи» страннейшим психопопом, разом похожим на группу Animal Collective, мюзиклы Алексея Рыбникова и мистические эксперименты группы Coil, в то время как сам Александр Либерзон отмечал среди любимейших коллективов австралийскую группу Architecture in Helsinki. Борис Барабанов, критик издания «Коммерсантъ Weekend», охарактеризовал стиль коллектива как «сумасбродный синти-поп», «игрушечная космическая музыка» и «капустник», а дебютный диск удостоил неоднозначного отзыва: «Альбом забавен, но дослушать его до конца — мука».
Все тексты — кроме песни «Беларускія танцы» с альбома «Сердце отдаю детям» — написаны исключительно на русском языке: «Белорусским языком не владеет 80 % населения. — отмечает по этому поводу Черепко-Самохвалов. — Вообще не могу представить себе ни одного текста на этом языке, не могу их так сложить, чтобы мне самому понравилось. Разговорным могу пользоваться более-менее сносно, но это редко бывает нужно». В 2024 году Илья Черепко-Самохвалов сочиняет и записывает со своим вторым коллективом «Петля пристрастия» полностью белорусскоязычный альбом «Суперпазіцыя».

## Дискография
| Номерные альбомы - 2001 — Земля-Луна-транзит - 2002 — Поэзией бредим - 2003 — Гадкие утята - 2009 — Кассиопея (сборник 2001—2008) - 2010 — Стивен Кинг и мы - 2012 — Сердце отдаю детям - 2014 — Зуб мудрости (EP) - 2015 — Крестик - 2020 — Чёрная аптечка (EP) - 2020 — По колено в любви - 2023 — Потолок (EP) - 2024 — Ловец снов (EP) - 2025 — Биполярная звезда В сборниках - 2010 — No oil. No Stress. No noise. - 2014 — СБПЧ и Кассиопея: поют песни друг друга |